# Bayerbach (Baviera)
Bayerbach é um município da Alemanha, situado no distrito de Rottal-Inn, no estado da Baviera. Tem 19,43 km² de área, e sua população em 2019 foi estimada em 1.689 habitantes.